# Aletta Jacobs

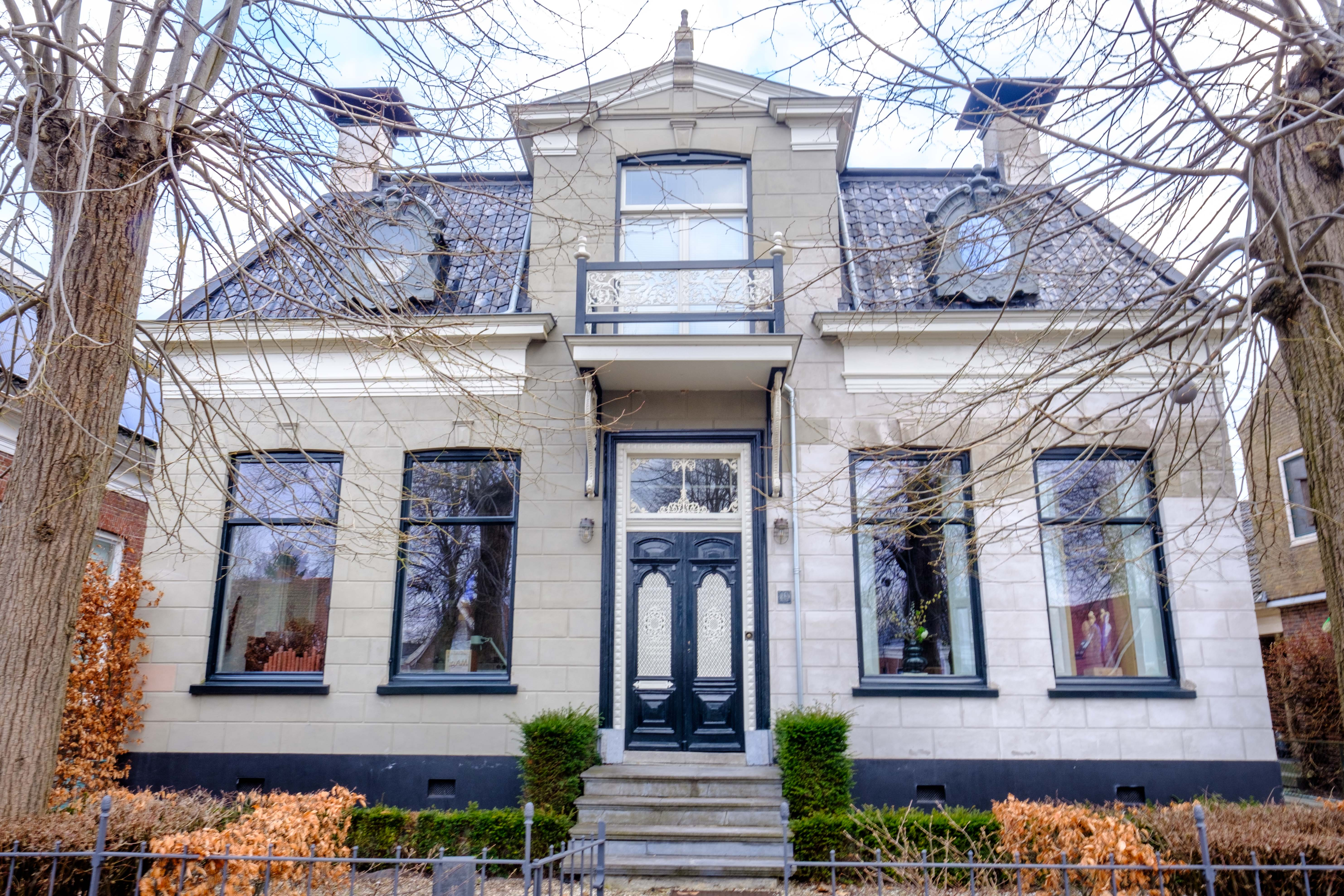
Noorderstraat 19 in Sappemeer. Hier woonde Aletta Jacobs van 1858 tot ongeveer 1874. Ze werd - naar verluidt - geboren aan de Borgercompagniesterstraat 12.

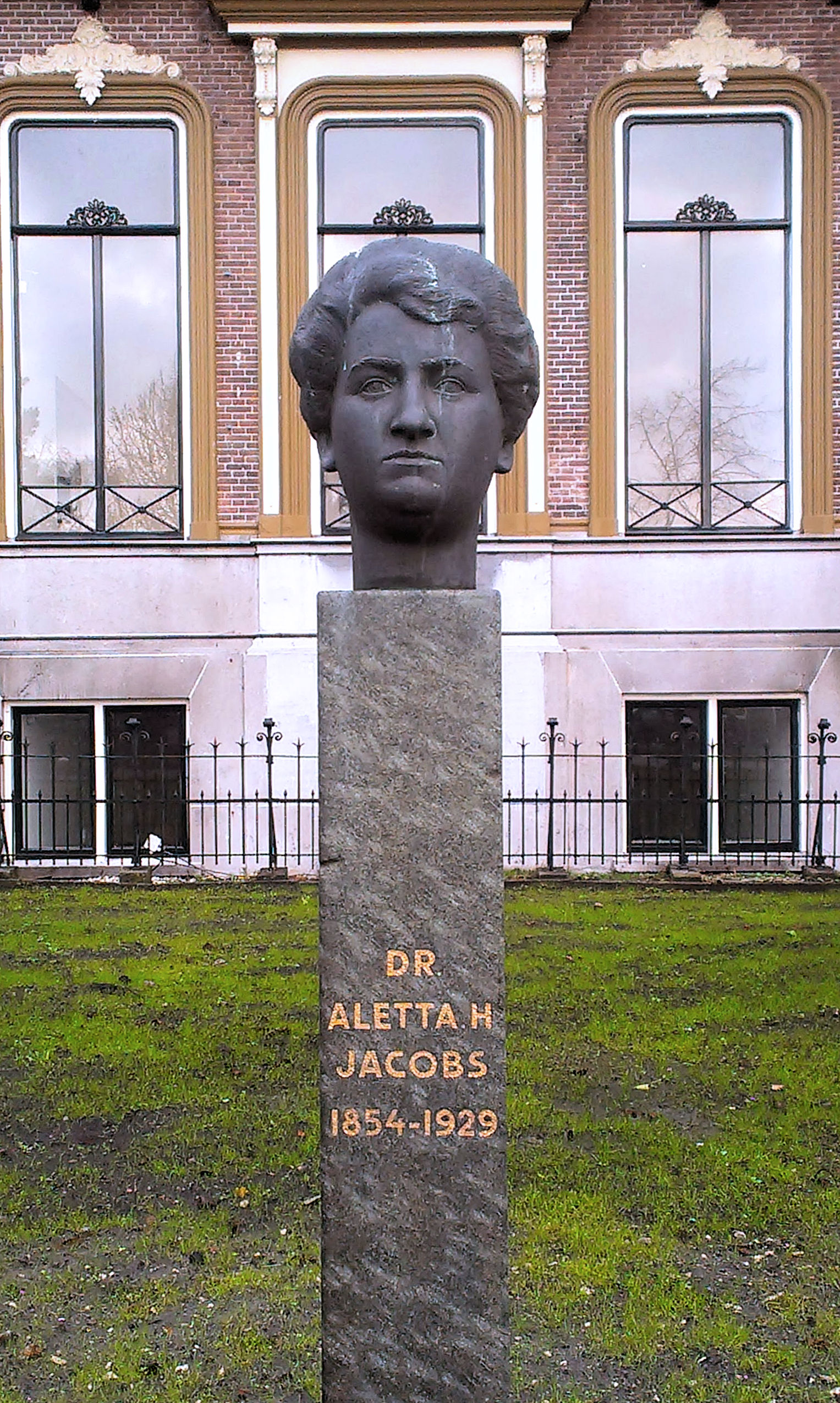
Buste van Aletta Jacobs, door beeldhouwer Thees Meesters, voor de RHBS in Sappemeer

Echtgenoot Carel Victor Gerritsen (1890) Foto: Hendrik Coenraad de Graaff; uit de Collectie IAV van Atria

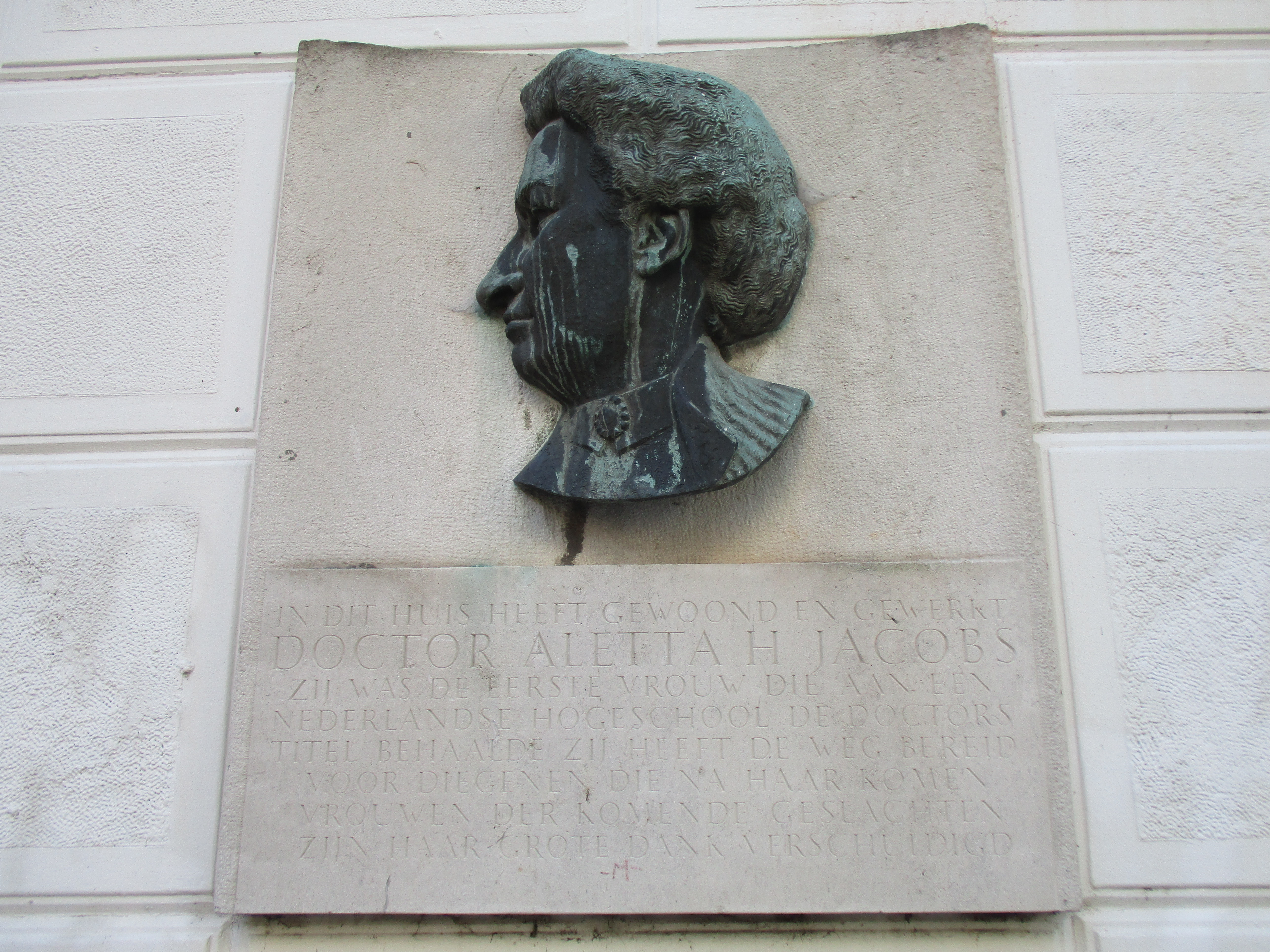
Plaquette aan haar voormalig woonhuis in de Tesselschadestraat te Amsterdam

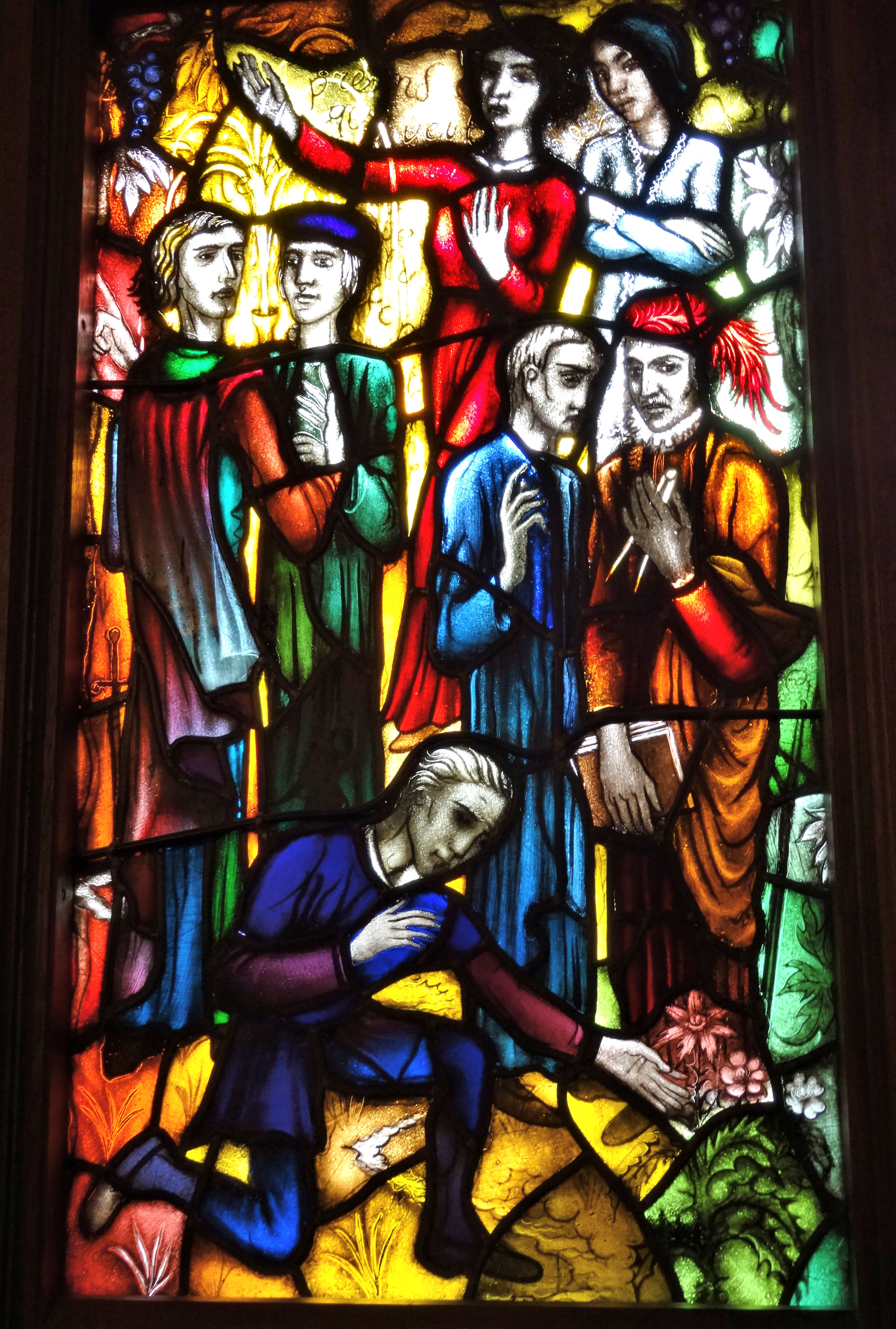
Gedenkraam in Academiegebouw in Groningen

Aletta Henriëtte Jacobs (Sappemeer, 9 februari 1854 – Baarn, 10 augustus 1929) was een Nederlands arts, feministe en pacifiste. Ze wordt erkend als eerste vrouwelijke arts van Nederland.

## Levensloop
Aletta Jacobs werd in Sappemeer geboren als het achtste van elf kinderen in een Joods gezin. Zij was een dochter van Abraham Jacobs, heel- en vroedmeester, en Anna de Jongh. Jacobs maakte zich al vroeg sterk voor het recht op hoger onderwijs voor vrouwen. Haar broer Eduard was de eerste Joodse burgemeester van Nederland. Haar zus Charlotte was de tweede afgestudeerde vrouw van Nederland.
In 1870 was ze de eerste Nederlandse vrouw die als toehoorster officieel werd toegelaten aan een HBS. Ze bezocht hiervoor de Rijks Hogere Burgerschool in haar geboorteplaats waar normaal geen vrouwen werden toegelaten. Een jaar later vroeg ze de liberale minister Thorbecke toestemming om aan de universiteit te studeren. Het briefje waarmee zij dat deed is nog te zien in het Algemeen Rijksarchief, evenals het antwoord van de minister, dat niet aan haarzelf is gericht maar aan haar vader, omdat Aletta minderjarig was en dus niet beslissingsbevoegd. Ze werd in 1871 toegelaten als studente medicijnen aan de Rijksuniversiteit Groningen, aanvankelijk voor een proefperiode van één jaar.

### Arts
Op zijn sterfbed gaf Thorbecke Jacobs toestemming om ook examens af te leggen. Jacobs was niet de eerste vrouwelijke studente - dat was twee eeuwen eerder Anna Maria van Schurman - maar wel de eerste waarvan bekend is dat ze een universitaire studie succesvol afrondde. Jacobs legde in 1877 en 1878 haar artsexamen af, waarmee ze de eerste vrouwelijke Nederlandse arts werd. Na haar promotie aan de Rijksuniversiteit Groningen op 8 maart 1879 op een onderzoek getiteld Over lokalisatie van physiologische en pathologische verschijnselen in de groote hersenen ging Jacobs naar Londen om zich verder te bekwamen als vrouwenarts en in de kindergeneeskunde. Ze ging aan de slag in het Saint Mary's Dispensary, een consultatiebureau dat werd opgericht door o.a. Elizabeth Garrett Anderson, de tweede vrouwelijke arts en chirurg in Groot-Brittannië. Via haar leerde Jacobs Millicent Fawcett kennen, een feminist en suffragette.
In Londen werd ze door haar vriend Carel Victor Gerritsen geïntroduceerd bij de Engelse social reformers. Ze ontmoette daar onder anderen Annie Besant, Charles Bradlaugh, Charles Robert Drysdale en Edward Truelove. Drysdale nam Jacobs mee naar een Londense instelling waar prostituees medisch onderzocht werden; hij was de eerste die haar 'volledig omtrent het prostitutie-vraagstuk inlichtte'. Terug in Nederland werd Jacobs in 1881 lid van de vrijdenkersvereniging De Dageraad
Later vestigde Jacobs zich als huisarts in Amsterdam, waar ze wekelijks gratis spreekuren hield voor minvermogende vrouwen, cursussen gaf en het pessarium als voorbehoedmiddel introduceerde. Het pessarium werd voorheen gebruikt om verzakte baarmoeders te ondersteunen. Ze was lid van de Nieuw-Malthusiaanse Bond. Als arts had ze een progressief standpunt ten aanzien van geboortebeperking.

### Eerste feministische golf
Aletta Jacobs was de beroemdste Nederlandse vertegenwoordigster van de eerste feministische golf. Dat er gestreden moest worden voor vrouwenkiesrecht heeft indirect te maken met Jacobs. Oorspronkelijk stelde de wet alleen een loongrens om te mogen stemmen. Doordat zij arts was, voldeed ze aan deze loongrens en wilde ze gebruikmaken van haar stemrecht. De poging daartoe had ze samen met haar twee vriendinnen Titia van der Tuuk en Elise Haighton voorbereid. Pas daarna werd het verbod voor vrouwen om te stemmen expliciet in artikel 80 van de Grondwet opgenomen.
Jacobs was voorzitter van de Vereeniging voor Vrouwenkiesrecht en bezocht de internationale vrouwenbijeenkomsten van de Wereldbond voor Vrouwenkiesrecht. Toen door de Eerste Wereldoorlog de geplande bijeenkomst in 1915 in Berlijn niet door zou gaan, nam zij het initiatief voor het Internationaal Congres van Vrouwen in Den Haag, met Rosa Manus en Mia Boissevain, dat werd bijgewoond door meer dan 1200 vertegenwoordigers uit twaalf landen. In september 1915 gingen Jacobs en enkele andere vrouwen naar de Verenigde Staten om president Woodrow Wilson te ontmoeten en het voorstel over te brengen voor een "League of Neutral Countries" die zouden kunnen helpen bemiddelen een einde te maken aan de oorlog.
Jacobs sloot in 1884 met de radicaal-liberale politicus Carel Victor Gerritsen (1850-1905) een zogeheten vrij huwelijk. Pas in 1892 sloten zij om praktische redenen een wettelijk huwelijk. Daarbij moest Jacobs de gelofte van gehoorzaamheid aan haar wettige echtgenoot afleggen, die destijds in de wet stond. Zij deed dat, maar onder protest. Gerritsen had een grote invloed op haar. Hij introduceerde haar in kringen van vrijdenkers, vrijmetselaars en bracht haar in contact met het neomalthusianisme.
Tijdens de Tweede Boerenoorlog trok Jacobs zich het lot van de Afrikaners aan en protesteerde zij tegen de concentratiekampen die de Britten daar voor de kinderen en vrouwen van de strijdende Boeren hadden ingericht. Gedurende de Eerste Wereldoorlog ijverde zij zowel in Nederland als daarbuiten voor vrede.
In de jaren 1911-1912 maakte Jacobs een wereldreis met de Amerikaanse feministe Carrie Chapman Catt (1859-1947), die voorzitter was van de International Woman Suffrage Alliance (IWSA), om vrouwenrechten wereldwijd te bevorderen. Ze deden tussen april 1911 en oktober 1912 drie werelddelen aan: Europa, Afrika (Zuid- en Oost-Afrika) en Azië (Palestina, Ceylon, India, Java, Filipijnen, China, Korea, Japan en Hawaï). Jacobs publiceerde een omvangrijk werk over deze reis, en Catt schreef erover in haar dagboeken.
Eind september 1919 werd actief vrouwenkiesrecht, waar zij zich zeer voor had ingezet, in Nederland een feit. Tot aan haar dood bleef Aletta Jacobs strijden voor vrouwenrechten en wereldvrede.

## Erkenning
Al tijdens haar leven werd Jacobs internationaal erkend. In 1959 werd een gedenksteen geplaatst aan de gevel van haar voormalige woonhuis Tesselschadestraat 15 in Amsterdam door de Amsterdamse afdeling van de Vereniging van Staatsburgeressen.
In 2011 zetten diverse groeperingen, waaronder de stichting Aletta, instituut voor vrouwengeschiedenis, zich in om haar grafsteen van verval te redden. Deze steen bevindt zich op Westerveld, begraafplaats en crematorium te Driehuis en is ontworpen door Gra Rueb.
Aletta Jacobs is in 2006 opgenomen in de Canon van Nederland. De commissie-Van Oostrom heeft Aletta Jacobs erkend als een van de vijftig essentiële onderwerpen voor de Nederlandse geschiedenis in het voortgezet onderwijs. Jacobs kreeg in 2008 ook een plaats in de Canon van Groningen en een kamer in het Gronings universiteitsmuseum. Ze is afgebeeld op een van de gedenkramen in het Academiegebouw van de universiteit.
Het persoonlijk archief van Aletta Jacobs staat sinds oktober 2017 op de Werelderfgoedlijst van de UNESCO. Het is in te zien bij Atria, kennisinstituut voor emancipatie en vrouwengeschiedenis.
In 2014 is een musical rond Aletta Jacobs in première gegaan, op de dag dat de RUG de Aletta Jacobsprijs uitreikte.

## Prijs
Sinds 1990 wordt door de Rijksuniversiteit Groningen elke twee jaar de Aletta Jacobsprijs uitgereikt. Vrouwen die zich verdienstelijk hebben gemaakt op het terrein van de emancipatie komen voor deze prijs in aanmerking. Met de prijs wil de universiteit laten zien dat vrouwen een belangrijke voorbeeldfunctie kunnen vervullen.

## Varia
- Aletta Jacobs was een tante van verzetsstrijder Hans Teengs Gerritsen.
- In mei/ juni 2019 is de serie Aletta's reis uitgezonden op NPO 1. De serie volgt de wereldreis van Aletta Jacobs en Carrie Chapman Catt die zij maakten in 1911. De serie van Paul de Bont Producties is geregisseerd door Marlou van den Berge en Djoeke Veeninga en gepresenteerd door Step Vaessen.
- Sinds 2013 zijn bewegende beelden van Aletta Jacobs bekend, een filmpje uit mei 1915 van twintig seconden in Berlijn waar ze voor de Brandenburger Tor wandelt met Jane Addams.[21][22]
- Aletta Jacobs was de eerste aan een universiteit afgestudeerde vrouwelijke arts. Zij was niet de eerste vrouwelijke arts: rond 1630 had Amsterdam al een vrouwelijke chirurgijn, Trijn Jacobs (geen familie), die lid was van het gilde van chirurgijns. Waarschijnlijk waren er meer vrouwelijke artsen: in een archief in Dordrecht wordt al eind 16e eeuw gesproken over een 'chirurgijnsmeesteres'. Archieven van de chirurgijngilden zijn echter nauwelijks bewaard.[23]
- In het gebouw van de Tweede Kamer bevindt zich de Aletta Jacobszaal. Dit is opmerkelijk, omdat andere zalen naar verdienstelijke Kamerleden zijn genoemd en zij nooit zitting heeft gehad in het parlement.[24]
- De tweejaarlijkse Aletta Jacobsprijs werd in 1990 ingesteld door de Rijksuniversiteit Groningen, die ook de Aletta Jacobs School of Public Health en een Aletta Jacobshal naar haar vernoemd heeft.
- In vele Nederlandse plaatsen is een Aletta Jacobsweg, -straat, -plein, -plantsoen, -pad, -laan, -kade, -hof, -hoeve of -erf naar haar vernoemd.

## Afbeeldingen

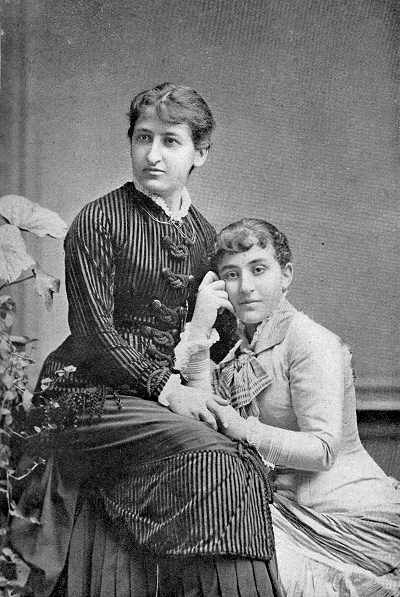
Jacobs met een van haar patiënten (1882)
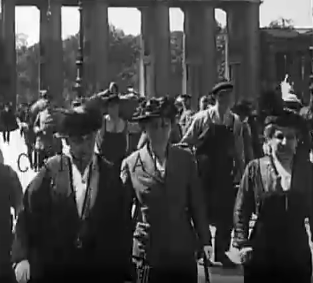
Jane Addams, Alice Hamilton en Aletta Jacobs in Berlijn (mei 1915)
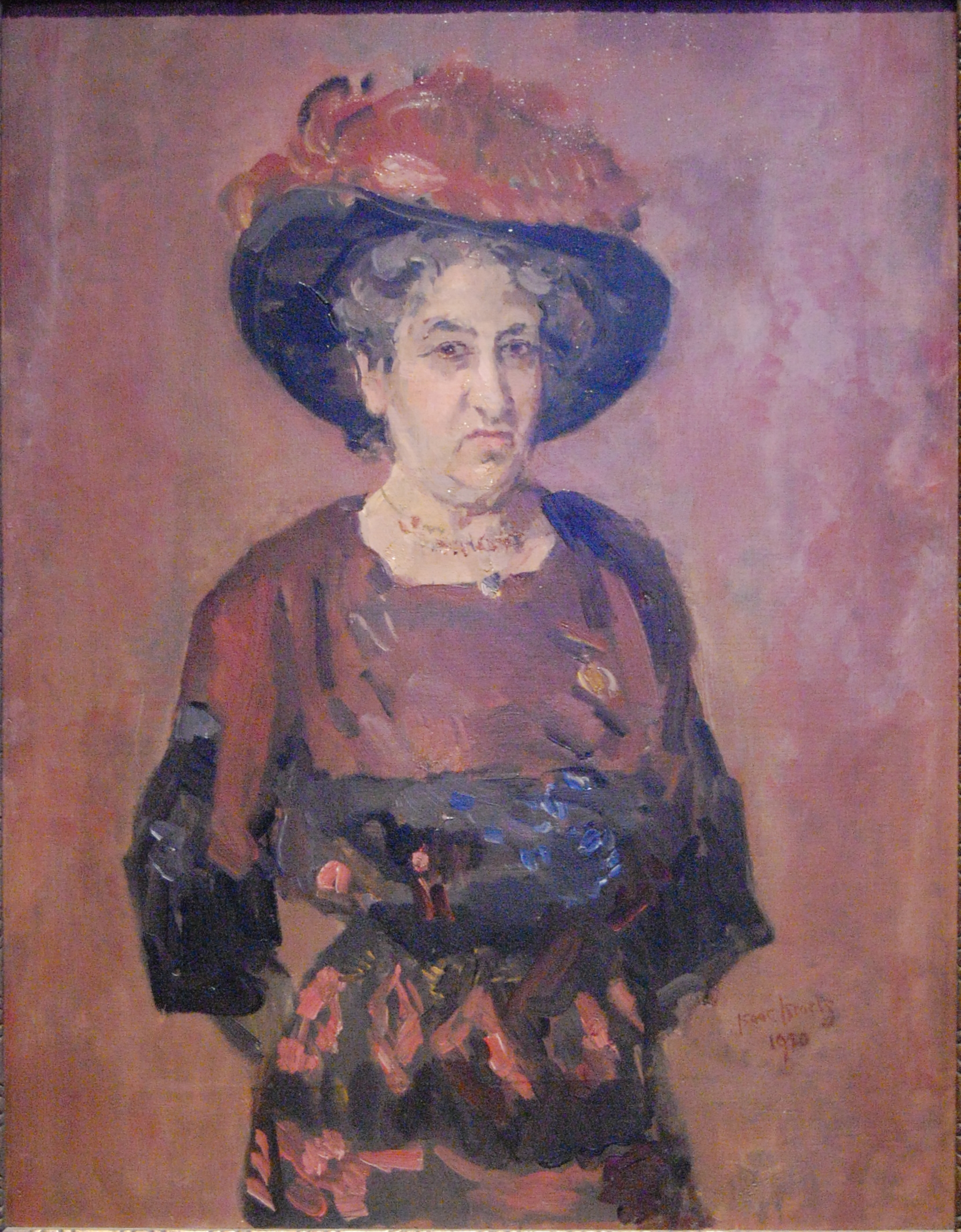
Portret uit 1920 door Isaac Israëls
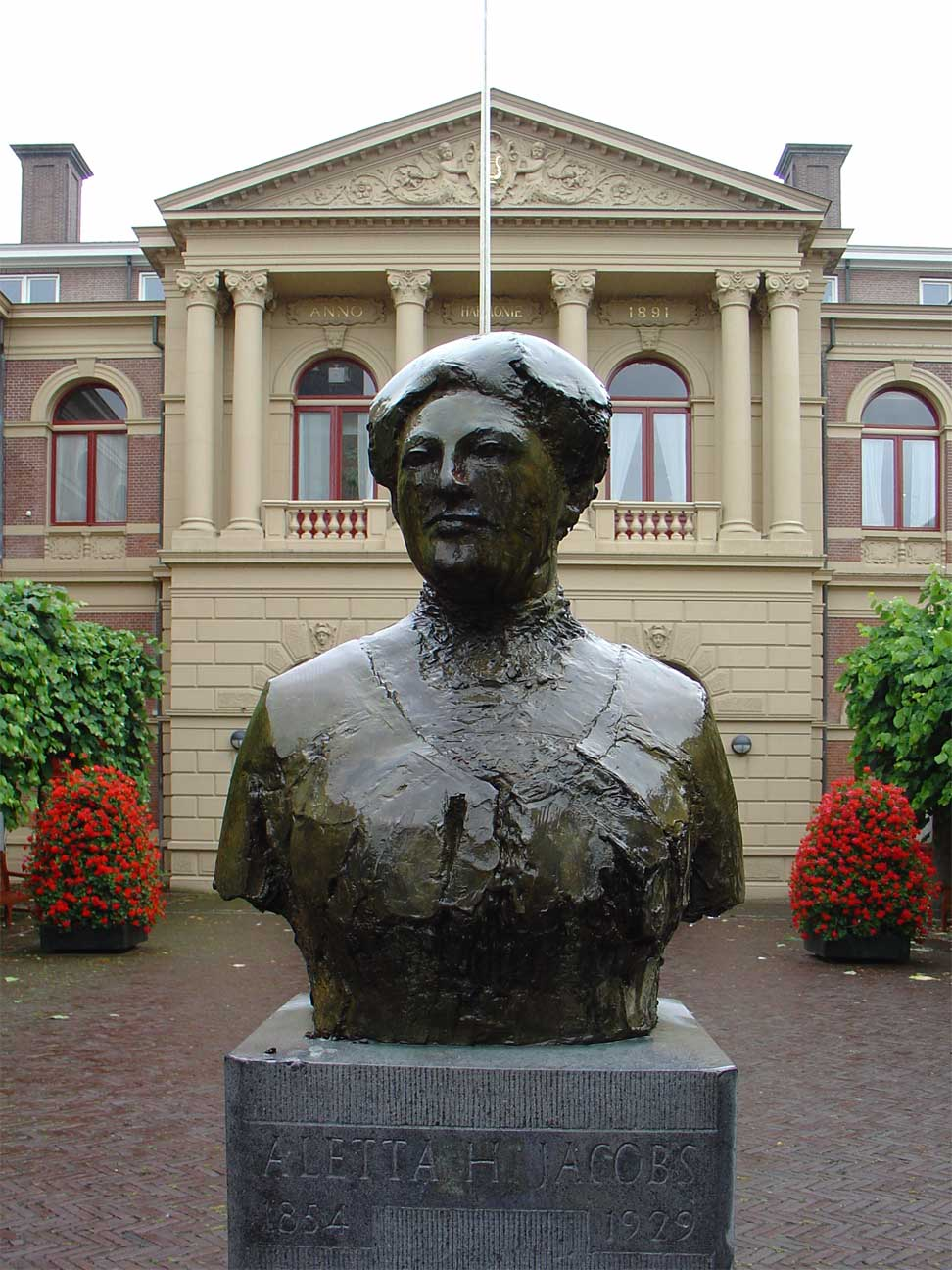
Beeld van Aletta Jacobs voor het Harmoniecomplex van de Rijksuniversiteit Groningen
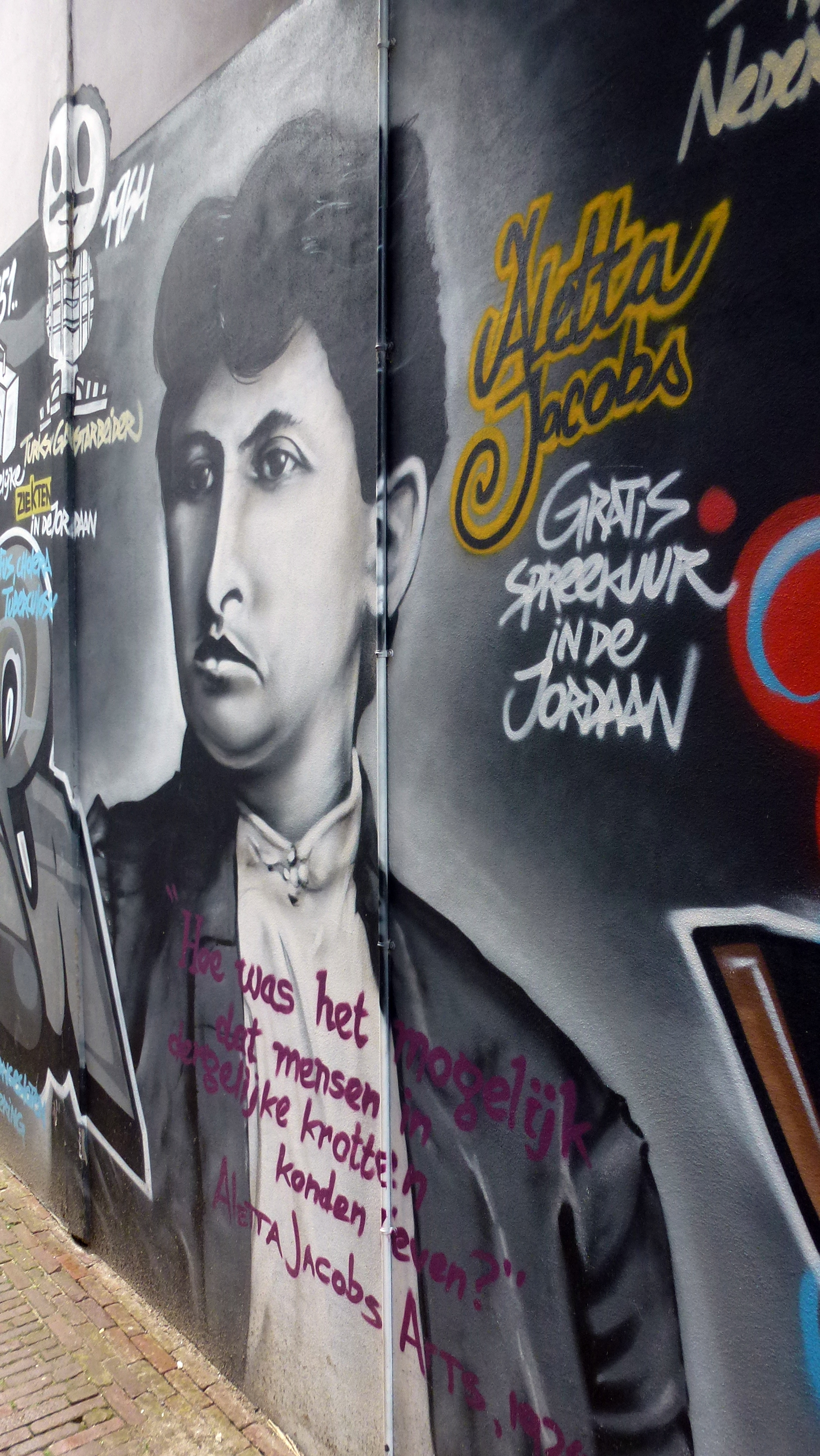
Aletta Jacobs (graffiti), in de Pottenbakkersgang - Openluchtmuseum Arnhem.